# 寸又峡
寸又峡（すまたきょう）は静岡県中部、川根本町にある大井川支流、寸又川の峡谷。全長16kmで、比高は100mに達する。

## 概説
赤石山脈の隆起と寸又川の激しい下刻作用によって、複雑に入り組んだ流れが特色。穿入蛇行、貫流丘陵などは独特の地形。今でも浸食が激しく、寸又峡温泉のある大間集落付近には、元々河床があったと見られる跡がある。上流地域は手付かずの自然が多く残り、1976年3月22日に大井川源流部原生自然環境保全地域に指定されている。また、以前から林業が盛んであったため、その名残として飛龍橋や散策路が残っており、観光遊歩道として再生。2002年には、遊歩百選に選ばれた。
新緑や紅葉の季節は格別に美しく、また夏場の観光客も多い。大間ダム湖に架かっている夢の吊橋は有名な観光名所である。

## 夢の吊橋

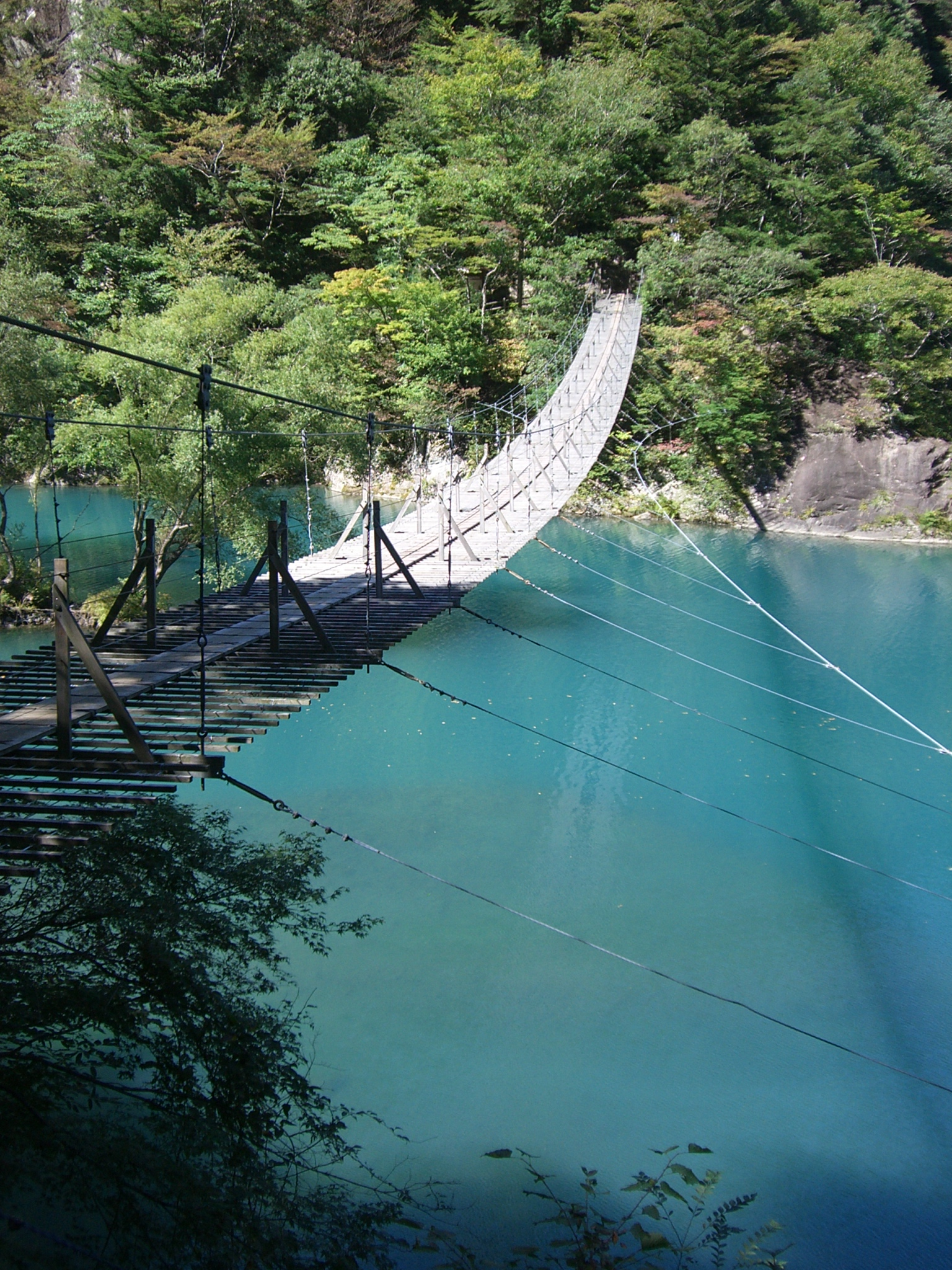
夢の吊橋

「夢の吊橋」（北緯35度10分52.1秒 東経138度6分44.2秒 / 北緯35.181139度 東経138.112278度）は、大間ダム湖にかかる延長約90m、高さ約8mの吊り橋。その名称については、夢に出そうな幻想的な橋という意味の他に、渡るのが怖くて夢に見そうな橋という意味合いもある。
一度に渡れる人数は10人に制限されている。また、行楽シーズンなど観光客で賑わう日は一方通行となることがある。
2012年10月、トリップアドバイザーの企画「バゲットリスト」の「死ぬまでに渡りたい世界の徒歩吊橋10」に選ばれた。

## アクセス
- 静岡県道77号川根寸又峡線終点。
- 大井川鐵道大井川本線千頭駅から、寸又峡行きバスで約40分。

## 周辺の観光スポット
- 井川湖（井川ダム）
- 接岨峡
- 大井川鉄道
- 静岡県県民の森（奥大井県立自然公園）

## 登山基地
寸又峡は南の黒部渓谷とも称され、南アルプス深南部や寸又三山への重要な登山口となっている。
- 朝日岳（1826m）
- 前黒法師岳（1943m）
- 沢口山（1425m）
- 大無間山（2329m）
- 黒法師岳（2067m）